# Une vie comme neuve
Une vie comme neuve est un roman de Georges Simenon, publié en 1951 aux Presses de la Cité.
L'auteur achève l'écriture de ce romans à Shadow Rock Farm, Lakeville (Connecticut), États-Unis, le 21 mars 1951.

## Résumé
Maurice Dudon mène, en vieux garçon, une vie réglée et retirée. Pourtant, cet employé modèle a des prédilections étonnantes : il aime à rester sale afin de humer sa propre odeur ; tous les vendredis, il puise dans la caisse de son patron pour se rendre chez « Madame Germaine ». À cause d'une éducation trop maternelle, formaliste, scrupuleuse, il a la hantise de son péché, un péché médiocre, à la fois gratuit et nécessaire, un péché de maniaque qu'il avoue chaque semaine au confessionnal avec une délectation morose.  
Un jour, au sortir du péché hebdomadaire, Dudon se fait renverser par une voiture : c'est le châtiment du destin, attendu depuis longtemps. Mais c'est aussi, dans son lit d'hôpital, une vie comme neuve qui s'ouvre pour un homme purifié, « sans âge et sans passé ». À présent, tout lui est égal : il oublie sa concierge, ses poissons rouges, etc., et se sent d'une humeur espiègle et enjouée. Tout lui sourit d'ailleurs : il est entre les mains des meilleurs médecins, dans la clinique de luxe où l'a envoyé le responsable de son accident, le riche Lacroix-Gibet – des Vins Gibet – qui craint d'avoir été aperçu par sa victime en compagnie de sa maîtresse. Le même Lacroix va lui proposer de renoncer à son modeste emploi de comptable pour occuper dans ses bureaux un poste à responsabilité, beaucoup mieux rémunéré. Enfin, il n'aura aucune peine à obtenir les faveurs de son infirmière, la grassouillette Anne-Marie, bonne fille sensuelle et instinctive. 
Une fois rétabli, Dudon épouse Anne-Marie, entre aux entreprises Gibet où il poursuit impitoyablement les irrégularités des gestionnaires. Tout lui est facile : il vit avec égalité et bonne humeur. Mais peu à peu, avec les séquelles de sa fracture du crâne, des douleurs réapparaissent : au cours d'une période de repos qui lui est imposée, il cède à une crise qui le dresse contre sa femme, le rend sombre, désagréable. Sa vie, désormais, ne sera plus comme tout à fait neuve. Un jour, il repasse chez « Madame Germaine », puis au confessionnal... « Ses yeux s'étaient remis à regarder à l'intérieur. »

## Aspects particuliers du roman
Comme dans Tante Jeanne, la saleté, identifiée le plus souvent à un état de péché, forme un motif sous-jacent du thème romanesque : l’aspiration confuse à se dégager d’une emprise morbide (dans le cas présent, héritée de l’enfance). 
Le récit est fait du point de vue du personnage principal dont le style indirect libre traduit les impressions. 

## Fiche signalétique de l'ouvrage

### Cadre spatio-temporel

#### Espace
Paris. Références à Sancerre.

#### Temps
Époque contemporaine.

### Les personnages

#### Personnage principal
Maurice Dudon. Comptable dans une entreprise alimentaire, puis chargé du contrôle de la comptabilité des gérances dans une importante maison de vins. Célibataire. 39 ans.

#### Autres personnages
- Anne-Marie, la trentaine, infirmière, ensuite épouse de Dudon
- Philippe Lacroix.

## Éditions
- Édition originale : Presses de la Cité, 1951
- Tout Simenon, tome 5, Omnibus, 2002  (ISBN 978-2-258-06046-3)
- Livre de Poche, n° 31965, 2010  (ISBN 978-2-253-13396-4)
- Romans durs, tome 8, Omnibus, 2013  (ISBN 978-2-258-09395-9)
- Romans durs, tome 8, Omnibus, 2023  (ISBN 978-2-258-20265-8)

## Source
- Maurice Piron, Michel Lemoine, L'Univers de Simenon, guide des romans et nouvelles (1931-1972) de Georges Simenon, Presses de la Cité, 1983, p. 162-163  (ISBN 978-2-258-01152-6)